# پولتیمور، دوون
پولتیمور (به انگلیسی: Poltimore) یک محله مدنی و روستا در بریتانیا است که در East Devon واقع شده‌است. پولتیمور ۲۹۷ نفر جمعیت دارد.